# Cardiospermum microcarpum
Cardiospermum microcarpum är en kinesträdsväxtart som beskrevs av Carl Sigismund Kunth. Cardiospermum microcarpum ingår i släktet ballongrankor, och familjen kinesträdsväxter. Inga underarter finns listade i Catalogue of Life.